# 기사와촌 (도쿠시마현)
기사와촌(木沢村)은 도쿠시마현에 있던 촌이며, 나카군에 속했다. 
2005년 3월 1일, 나카군 아이오이정, 와자키정, 가미나카정, 기토촌과 합병해 나카정의 일부가 되었다.

## 역사
- 1955년 4월 10일 - 사카슈촌, 사와다니촌이 합병해 성립하였다.
- 2005년 3월 1일- 나카군 아이오이정, 와자키정, 가미나카정, 기토촌과 합병해 나카정이 성립하였다. 동일 기사와촌은 폐지되었다.

## 교통

### 도로
- 국도 193호선